# Barbara Yelverton, XX baronessa Grey de Ruthyn
Barbara Yelverton, XX baronessa Grey de Ruthyn (Brandon, 20 maggio 1810 – Roma, 18 novembre 1858), è stata una nobildonna inglese.

## Biografia
Era l'unica figlia di Henry Yelverton, XIX barone Grey de Ruthyn, e di sua moglie, Anna Maria Kelham. Suo padre era un amico di Lord Byron. A sette mesi, alla morte del padre ereditò il titolo di baronessa Grey de Ruthyn. 

## Matrimoni

### Primo Matrimonio
Sposò, il 1 agosto 1831, George Rawdon-Hastings, II marchese di Hastings (4 febbraio 1808–13 gennaio 1844), figlio di Francis Rawdon-Hastings, I marchese di Hastings. Ebbero sei figli:
- Paulyn Rawdon-Hastings, III marchese di Hastings (2 giugno 1832-17 gennaio 1851);
- Lady Edith Maud Rawdon-Hastings, X contessa di Loudoun (10 dicembre 1833-23 gennaio 1874), sposò Charles Abney-Hastings, I barone Donington, ebbero sei figli;
- Lady Bertha Lelgarde Rawdon-Hastings, XXII baronessa Grey (30 aprile 1835-15 dicembre 1887), sposò Augustus Clifton, ebbero quattro figli;
- Lady Victoria Maria Louisa Rawdon-Hastings (18 luglio 1837-30 marzo 1888), sposò John Kirwan, ebbero cinque figli;
- Henry Rawdon-Hastings, IV marchese di Hastings (22 luglio 1842-10 novembre 1868);
- Lady Frances Augusta Costanza Muir Rawdon-Hastings (16 marzo 1844-1 settembre 1910), sposò Charles Marsham, IV conte di Romney, ebbero cinque figli.

### Secondo Matrimonio
Sposò, il 9 aprile 1845, il capitano Hastings Reginald Henry (1808- 24 luglio 1878), figlio di John Joseph Henry, che nel 1849 prese il nome di Yelverton attraverso una licenza reale. Ebbero una figlia:
- Barbara Yelverton (12 gennaio 1849-1 ottobre 1924), sposò John Yarde-Buller, II barone Churston[2][3], ebbero tre figli.

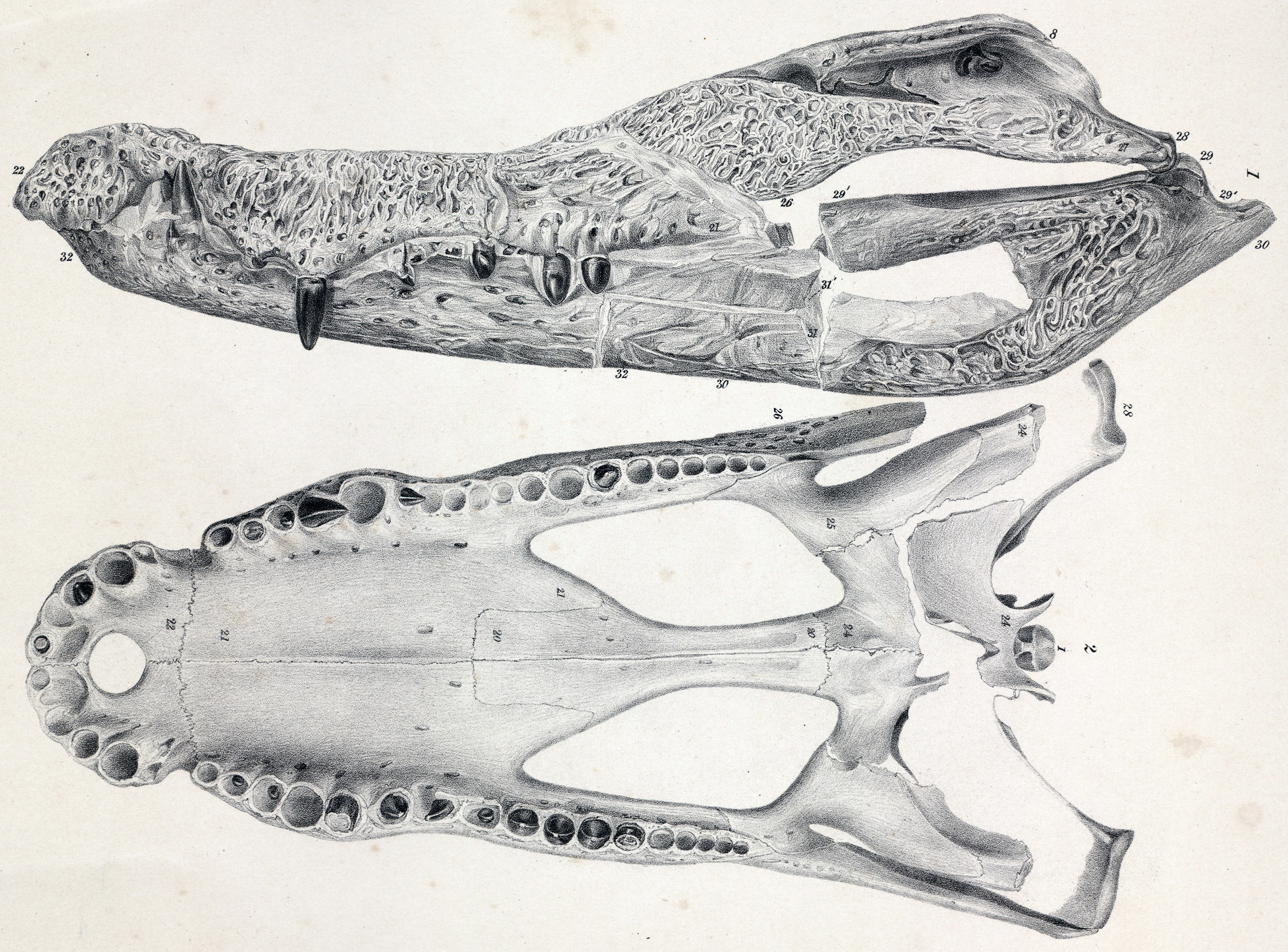
Scheletro del Crocodilus hastingsae (ora Diplocynodon)

## Collezionista e geologa
Lady Hastings era un'appassionata collezionista di fossili, specializzata nei vertebrati. Dal 1855 la sua collezione è stata ospitata nel British Museum. La sua conoscenza della geologia locale, in particolare dell'Eocene, e il suo lavoro meticoloso sui resti fossili, le diedero una competenza che è stata rispettata dagli studiosi. Sessantaquattro delle sue lettere relative alla sua corrispondenza con Richard Owen è conservata nel Museo di Storia Naturale. 
Owen ha proposto di chiamare il suo fossile di coccodrillo, ritrovato a Barton Beds a Hordle Cliff nel Hampshire, Crocodilus hastingsae (ora Diplocynodon) in suo onore.
Nel 1852 e nel 1853 ha pubblicato documenti sulla stratigrafia di Hordle Cliff (che ha chiamato Hordwell cliff). 

## Morte
Morì il 18 novembre 1858 a Roma.

## Ascendenza
|                                                |   |                                      | Genitori                            |  |  | Nonni |  |  | Bisnonni     |  |  | Trisnonni    |  |
|                                                |   |                                      |                                     |  |  |       |  |  | Edward Gould |  |  | Edward Gould |  |
|                                                |   |                                      |                                     |  |  |       |  |  | Edward Gould |  |  | Edward Gould |  |
|                                                |   | Jane Pemberton                       |                                     |  |  |       |  |  | Edward Gould |  |  |              |  |
| Edward Thoroton Gould                          |   |                                      |                                     |  |  |       |  |  | Edward Gould |  |  |              |  |
|                                                |   | Mary Thoroton                        | Robert Thoroton                     |  |  |       |  |  |              |  |  |              |  |
|                                                |   | Mary Thoroton                        | Robert Thoroton                     |  |  |       |  |  |              |  |  |              |  |
|                                                |   | Mary Thoroton                        | Mary Levett                         |  |  |       |  |  |              |  |  |              |  |
| Henry Yelverton, XIX barone Grey de Ruthyn     |   | Mary Thoroton                        |                                     |  |  |       |  |  |              |  |  |              |  |
|                                                |   | Henry Yelverton, III conte di Sussex | Talbot Yelverton, I conte di Sussex |  |  |       |  |  |              |  |  |              |  |
|                                                |   | Henry Yelverton, III conte di Sussex | Talbot Yelverton, I conte di Sussex |  |  |       |  |  |              |  |  |              |  |
|                                                |   | Henry Yelverton, III conte di Sussex | Lucy Pelham                         |  |  |       |  |  |              |  |  |              |  |
| Barbara Yelverton                              |   | Henry Yelverton, III conte di Sussex |                                     |  |  |       |  |  |              |  |  |              |  |
|                                                |   | Hester Hall                          | John Hall                           |  |  |       |  |  |              |  |  |              |  |
|                                                |   | Hester Hall                          | John Hall                           |  |  |       |  |  |              |  |  |              |  |
|                                                |   | Hester Hall                          | Hester Brownsmith                   |  |  |       |  |  |              |  |  |              |  |
| Barbara Yelverton, XX baronessa Grey de Ruthyn |   | Hester Hall                          |                                     |  |  |       |  |  |              |  |  |              |  |
|                                                | … | …                                    |                                     |  |  |       |  |  |              |  |  |              |  |
|                                                | … | …                                    |                                     |  |  |       |  |  |              |  |  |              |  |
|                                                | … | …                                    |                                     |  |  |       |  |  |              |  |  |              |  |
| William Kelham                                 | … |                                      |                                     |  |  |       |  |  |              |  |  |              |  |
|                                                |   | …                                    | …                                   |  |  |       |  |  |              |  |  |              |  |
|                                                |   | …                                    | …                                   |  |  |       |  |  |              |  |  |              |  |
|                                                |   | …                                    | …                                   |  |  |       |  |  |              |  |  |              |  |
| Ann Maria Kelham                               |   | …                                    |                                     |  |  |       |  |  |              |  |  |              |  |
|                                                |   | …                                    | …                                   |  |  |       |  |  |              |  |  |              |  |
|                                                |   | …                                    | …                                   |  |  |       |  |  |              |  |  |              |  |
|                                                |   | …                                    | …                                   |  |  |       |  |  |              |  |  |              |  |
| …                                              |   | …                                    |                                     |  |  |       |  |  |              |  |  |              |  |
|                                                |   | …                                    | …                                   |  |  |       |  |  |              |  |  |              |  |
|                                                |   | …                                    | …                                   |  |  |       |  |  |              |  |  |              |  |
|                                                |   | …                                    | …                                   |  |  |       |  |  |              |  |  |              |  |
|                                                |   | …                                    |                                     |  |  |       |  |  |              |  |  |              |  |